# Die Sehnsucht meines Herzens
Die Sehnsucht meines Herzens (Ae Dil Hai Mushkil) ist ein Bollywood-Romantik-Drama-Film des Regisseurs Karan Johar, der neben der Regie auch das Drehbuch und die Produktion übernahm. Hauptfilmdarsteller sind Ranbir Kapoor, Anushka Sharma sowie Aishwarya Rai Bachchan. Zudem sind im Film Fawad Khan, Shahrukh Khan, Alia Bhatt, Lisa Haydon und Imran Abbas als Gastrollen zu sehen.

## Handlung
In London treffen sich zufällig Ayan Sanger und Alizeh Khan. Beide spüren eine Sympathie, küssen sich und verbringen die Nacht zusammen. Nachdem sie entdecken, dass ihre jeweiligen Partner sie ebenfalls betrügen, trennen sie sich von ihnen. Alizeh Khan und Ayan Sanger gehen nach Paris, um eine Woche zusammen zu verbringen. Während Ayan sich in Alizeh verliebt, hält sie ihn für einen Freund. Eines Tages begegnet Alizeh ihren Ex-Freund DJ Ali, der sich mit ihr versöhnen will. Alizeh wird daraufhin unsicher, distanziert sich von Ayan und spricht kaum noch mit ihm. Ein paar Tage später ruft Alizeh an und lädt Ayan zu ihrer Hochzeit mit Ali in Lucknow ein. Ayan ist versteinert, als er das hört, stimmt aber der Einladung zu. Bei der Hochzeit erzählt er Alizeh, dass er sie liebt, aber sie lehnt seine Gefühle ab, was Ayan dazu bringt, die Zeremonie mit gebrochenem Herzen zu verlassen.
Auf dem Weg nach Frankfurt trifft Ayan auf dem Flughafen Saba, eine Dichterin, die auf dem Weg nach Wien ist. Sie tröstet Ayan und gibt ihm einen Zettel mit einem Gedicht und ihrer Telefonnummer. Ayan ruft nach drei Monaten an, er sei in Wien und wolle sie besuchen. Saba trifft ihn in einer Disco und sie schlafen miteinander. Ayan erfährt, dass Saba geschieden ist und eigentlich in ihrem Herzen noch keinen Platz wieder für die Liebe hat. Ayan trifft auch Sabas Ex-Mann Tahir Taliyar Khan in einer Galerie, der ihm erzählt, dass die einseitige Liebe keine Schwäche, sondern sogar Stärke sei. So ruft er endlich Alizeh an sucht wieder den Kontakt zu ihr und er schickt ihr Bilder von Saba, um sie eifersüchtig zu machen. Das scheint Erfolg zu haben, denn eines Tages informiert Alizeh Ayan, dass sie nach Wien kommt und ihn treffen will. Ayan lädt sie zum Abendessen ein und Alizeh denkt, dass Ayan nun seine Liebe in Saba gefunden hätte, was sie freut. Doch allmählich beginnt Saba Gefühle für Ayan zu entwickeln, aber er liebt Alizeh. Als Saba das erkennt, verlässt sie Ayan.
Ayan liebt weiterhin Alizeh und wird ein berühmter Sänger. Er trifft eines Tages Ali und erfährt, dass er sich von Alizeh getrennt hat. In der Hoffnung seine große Liebe wiederzufinden geht Ayan zu ihrem alten Treffpunkt. Dort wartet er bis Alizeh tatsächlich ankommt. Er ist überglücklich, doch muss er nun von Alizeh hören, dass bei ihr Krebs Stadium IV diagnostiziert wurde und sie nicht mehr lange leben wird. Ayan und Alizeh versuchen nun, das Beste aus der gemeinsamen Zeit zu machen, die ihnen noch bleibt. Ayan möchte Alizeh dazu zu bringen ihn zu lieben, ohne Erfolg. Dies führt zu einem Streit zwischen den beiden, und Alizeh beschließt, Ayan zu verlassen. Schließlich schließt Ayan Frieden mit der Tatsache, dass er und Alizeh im besten Fall Freunde sein können und nicht mehr.
Der Bildschirm wird schwarz und schwenkt zurück zum Anfang, wo Ayan, immer noch ein populärer Sänger, ein Interview gibt, das auf der Liebe seines Lebens basiert. Ayan singt das Lied Channa Mereya, von dem er durch Alizeh inspiriert wurde, und beendet dann das Interview.

## Hintergrund
Der Film erschien am Diwali-Wochenende und war ein großer Erfolg an den Kinokassen. In Deutschland lief der Film bereits am 27. Oktober 2016 an, einen Tag vor dem internationalen Kinostart, unter dem Titel Ae Dil Hai Mushkil – Die Liebe ist eine schwierige Herzensangelegenheit, jedoch in Originalsprache mit deutschen Untertiteln (OmU).
Die Fernsehpremiere der deutschen Synchronfassung erfolgte am 11. November 2017 auf dem frei empfangbaren Privatsender Zee.One.

## Soundtrack
Am 30. August 2016 wurde die Musiktitel zum Film zusätzlich als Soundtrack auch digital veröffentlicht. Die Musikrechte wurden erworben von Sony Music Indien. Das komplette Album dazu wurde am 26. Oktober veröffentlicht 2016. Des Weiteren wurde am 2. November 2016 die Musik auf YouTube.

## Synchronisation
Die deutsche Synchronfassung wurde anlässlich der DVD-Veröffentlichung am 6. Oktober 2017 im Auftrag des deutschen Filmlabels Rapid Eye Movies von der Synchronfirma Berliner Synchron Wenzel Lüdecke angefertigt, Dialogregie führte dabei Nadine Geist, die auch das Dialogbuch verfasste.
Bei der Besetzung der Synchronsprecher wurde auf das Kontinuitätsprinzip geachtet, so erhielten die bekannten Bollywood-Stars Ranbir Kapoor, Anushka Sharma, Aishwarya Rai Bachchan und
Shah Rukh Khan ihre deutschen Feststimmen Marcel Collé, Rubina Nath, Giuliana Jakobeit und Pascal Breuer.
| Darsteller             | Rolle              | Synchronsprecher  |
| ---------------------- | ------------------ | ----------------- |
| Ranbir Kapoor          | Ayan Sanger        | Marcel Collé      |
| Anushka Sharma         | Alizeh             | Rubina Nath       |
| Aishwarya Rai Bachchan | Saba               | Giuliana Jakobeit |
| Fawad Khan             | DJ Ali             | Daniel Montoya    |
| Imran Abbas            | Dr. Faisal         | Armin Schlagwein  |
| Lisa Haydon            | Lisa D’Souza       | Anja Stadlober    |
| Alia Bhatt             | Shahin             | Victoria Frenz    |
| Shah Rukh Khan         | Tahir Taliyar Khan | Pascal Breuer     |